# Gegürtelter Springschwanz

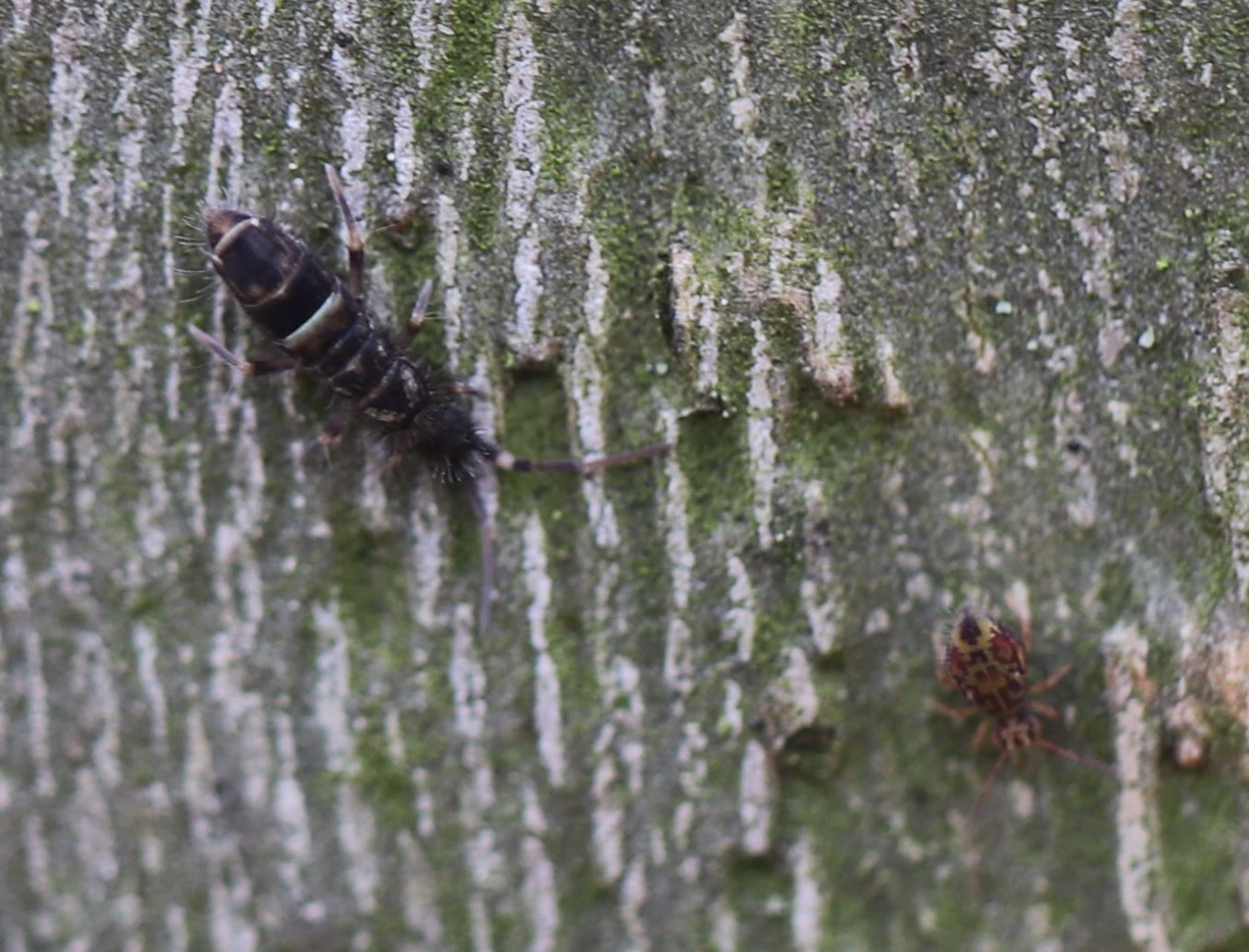
Orchesella cincta und Dicyrtomina ornata

Der Gegürtelte Springschwanz (Orchesella cincta) ist eine Art der Springschwänze. Der aus dem Lateinischen stammende Artname cincta bedeutet „gegürtelt“ und bezieht sich auf die Hinterleibsfärbung der Gliederfüßer. Orchesella cincta gehört in Mitteleuropa zu den häufigsten und größten Springschwänzen.

## Merkmale
Die Springschwänze erreichen eine Größe von etwa 4 mm. Sie sind überwiegend schwarz oder dunkelgrau gefärbt und weisen eine starke Behaarung auf. Ein auffälliges Merkmal bildet das dritte Hinterleibssegment, welches dunkler ist als die anderen Segmente. Zudem ist die hintere Hälfte oder zumindest der Hinterrand des zweiten Hinterleibssegmentes weißgelb gefärbt und verstärkt somit den Kontrast. Die Vertreter der Gattung Orchesella besitzen bis zu sechs Fühlerglieder. Die beiden Fühler des Gegürtelten Springschwanzes sind häufig unterschiedlich lang und weisen auch häufig eine unterschiedliche Anzahl von Gliedern auf. Das dritte Fühlerglied ist gewöhnlich schwarz gefärbt. Das apikale Ende des zweiten Fühlerglieds ist weiß. Die Färbung der restlichen Fühlerglieder ist variabel.

## Verbreitung
Der Gegürtelte Springschwanz ist in Europa weit verbreitet. In Nordamerika ist die Art ebenfalls verbreitet. Auf der im Südatlantik gelegenen Insel St. Helena wurde sie offenbar eingeschleppt.

## Lebensweise
Die Gegürtelten Springschwänze besiedeln verschiedenste Lebensräume. Man findet sie im Erdreich, unter Steinen oder in der Laub- und Streuschicht. Im Winterhalbjahr kann man die Gegürtelten Springschwänze an den Stämmen verschiedener Bäume (u. a. Platanen) gemeinsam mit anderen Springschwänzen wie Dicyrtomina ornata beobachten. Orchesella cincta ernährt sich von pflanzlichem Material.

## Taxonomie
In der Literatur finden sich zahlreiche Synonyme. Im Folgenden eine Auswahl.
- Podura cincta Linnaeus, 1758
- Orchesella cingula (Templeton, 1835)
- Orchesella fastuosa Nicolet, 1842
- Orchesella filicornis Templeton, 1835
- Orchesella melanocephala Nicolet, 1842
- Orchesella unifasciata Nicolet, 1842
- Orchesella vaga (Linnaeus, 1767)